# Поляков, Николай Викторович
Николай Викторович Поляков (укр. Микола Вікторович Поляков; 1 мая 1946 — 21 сентября 2020)— украинский учёный в области механики, ректор Днепровского национального университета имени Олеся Гончара. Доктор физико-математических наук, профессор, член-корреспондент Национальной академии наук Украины (2015), действительный член Академии наук высшей школы Украины.

## Биография
Родился 1 мая 1946 года.
В 1971 г. окончил механико-математический факультет Днепропетровского государственного университета имени 300-летия Воссоединения Украины с Россией.
В 1989—1996 гг. работал деканом этого факультета. В 1996—1998 гг. проректор по учебной работе.
С 1998 г. — ректор ДНУ. Являлся одним из ведущих учёных Украины в области исследований жидкостей и газов. Главный редактор журнала «Вестник Днепропетровского университета». Автор и соавтор более 300 научных публикаций.
Награждён орденом «За заслуги» I, II и III степеней, является полным кавалером этого ордена. Почетный гражданин города Днепра.
31 октября 2010 г. победил на выборах в Днепропетровский городской совет по мажоритарному одномандатному округу № 37.
Почётный гражданин Днепропетровска (2015).
Скончался 21 сентября 2020 года. Похоронен на Запорожском кладбище города Днепра.